# Diecezja Luiza
Diecezja  Luiza – diecezja rzymskokatolicka  w Demokratycznej Republice Konga. Powstała w 1967.

## Biskupi diecezjalni
- Bernard Mels, † (1967–1970)
- Godefroid Mukeng'a Kalond, C.I.C.M. (1971–1997)
- Léonard Kasanda Lumembu, C.I.C.M., 1998–2014
- Félicien Mwanamaod 2014